# Nocturnal Opera
| Recensione | Giudizio |
| ---------- | -------- |
| Discogs    |          |

Nocturnal Opera è il secondo album dei Moi dix Mois uscito in data 20 luglio 2004 esistono in due versioni con la versione limitata.

## Tracce
1. Invite To Immorality – 0:50
2. Nocturnal Romance – 3:48
3. Monophobia – 5:31
4. Vestige – 4:39
5. Vizard – 3:55
6. Mephisto Waltz – 4:49
7. Mad Ingrain – 0:52
8. The Prophet – 4:49
9. Perish – 4:31
10. Shadows Temple - X – 5:14
11. Silent Omen – 0:57